# Paul Berthon
le peintre paysagiste français Paul Émile Berton (1846-1909).
Pour les articles homonymes, voir Berthon.
Paul Berthon (à l'état-civil Paul Louis Joseph Berthon), né le 15 mars 1872 à Villefranche-sur-Saône et mort le 27 février 1934 à Sceaux, est un artiste peintre, lithographe, affichiste, décorateur et céramiste français.

## Biographie
Paul Berthon est né le 15 mars 1872 à Villefranche-sur-Saône, .
Fils d'un inspecteur de l'enseignement primaire, il a commencé à étudier la peinture dans sa ville natale de Villefranche. À partir de 1893, il s'installe à Paris, où il suit les cours de l’École normale d'enseignement du dessin. Il y a comme professeurs Luc-Olivier Merson et Puvis de Chavannes. Parmi les cours suivis à l'époque, ceux du professeur d’art décoratif Eugène Grasset l'ont davantage marqué. Comme ce dernier, il s'orientera dans la seconde moitié des années 1890 vers un style résolument Art nouveau.
Tout comme Maurice Pillard Verneuil, les premières œuvres de Paul Berthon (vers 1896) montrent un style proche de celui de Grasset. En s'affranchissant du style de son maître, son propre style se développe à base d'une palette de pastels automnaux, avec des traits et contours nets.
En raison de sa reconversion prématurée, le catalogue de ses œuvres n'est pas immense, une centaine de lithographies (imprimées notamment chez Bourgerie et Cie), de chromolithographies (chez Chaix & Cie) et gravures sur bois, dont deux tiers qualifiées de « panneaux décoratifs ».
Accessoirement, il a produit quelques reliures de livres et du design d'ameublement (exposés au Salon de 1895) ainsi que du design de céramiques pour Villeroy & Boch (fin des années 1890).
À noter aussi la célèbre couverture de juillet 1897 de la revue L'Image (gravure sur bois) ; la même année, une affiche pour la compagnie des chemins de fer de l'Ouest ("Normandie-Bretagne", un exemplaire dans les collections du Musée départemental breton de Quimper) et deux autres affiches, L'Ermitage et Leçons de violon (1898) reproduites dans la revue Les Maîtres de l'affiche.
Paul Berthon meurt le 27 février 1934 en son domicile à Sceaux,.

## Galerie

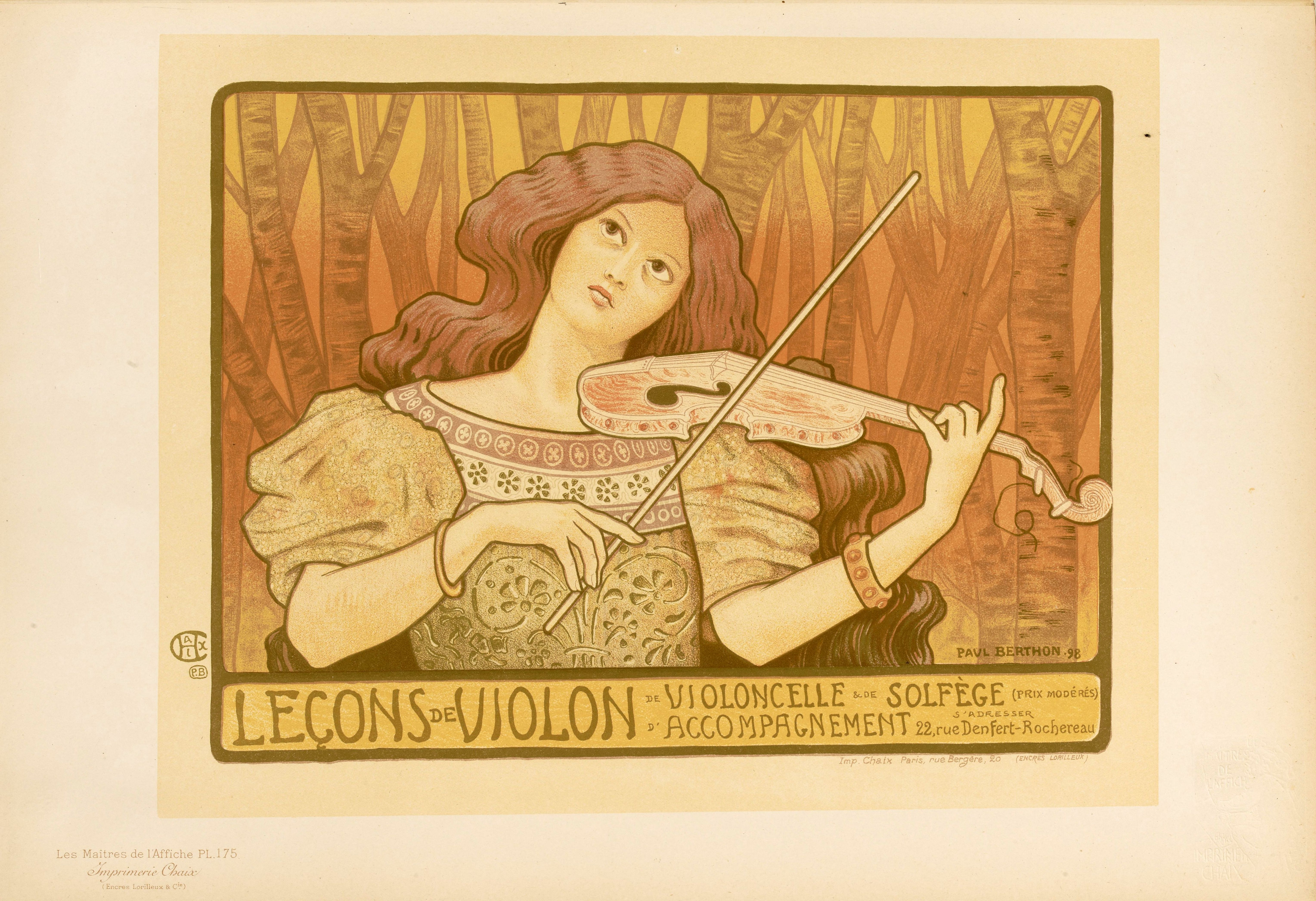
Affiche lithographiée pour des leçons de violon (1895).

"Reliure
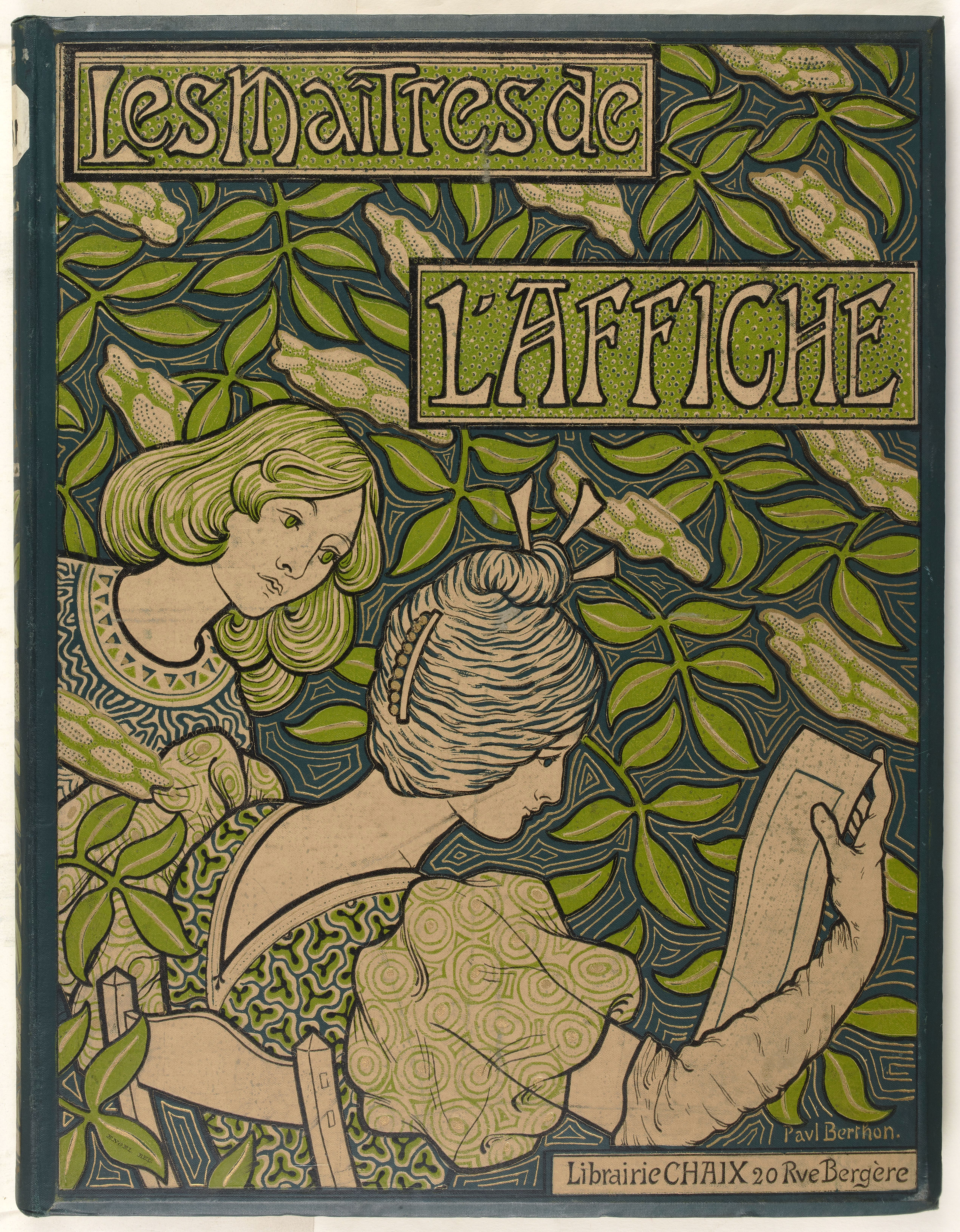
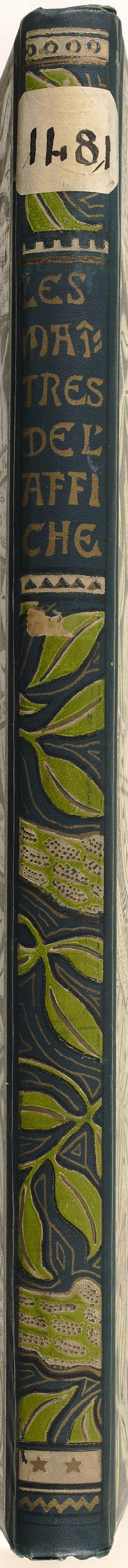
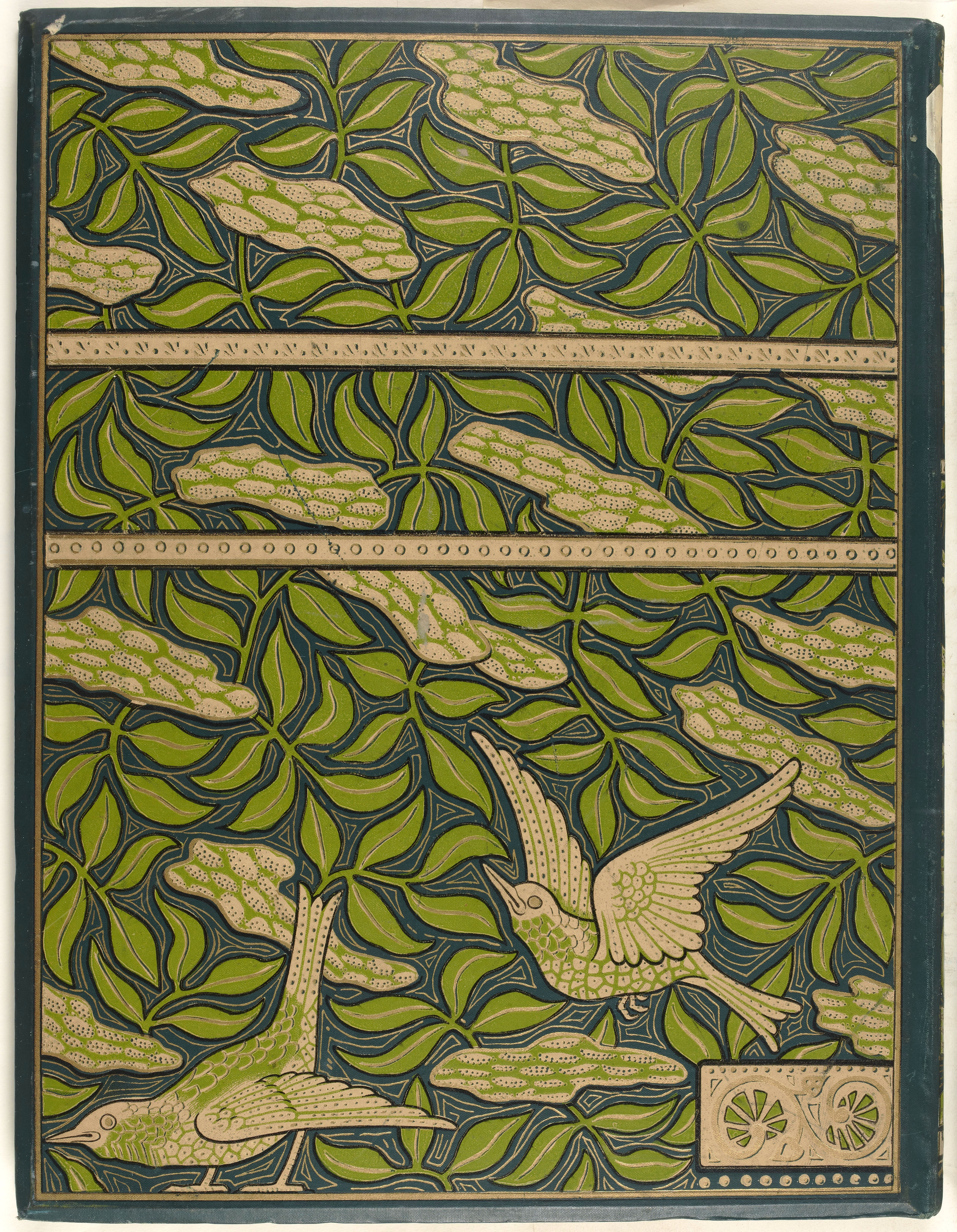

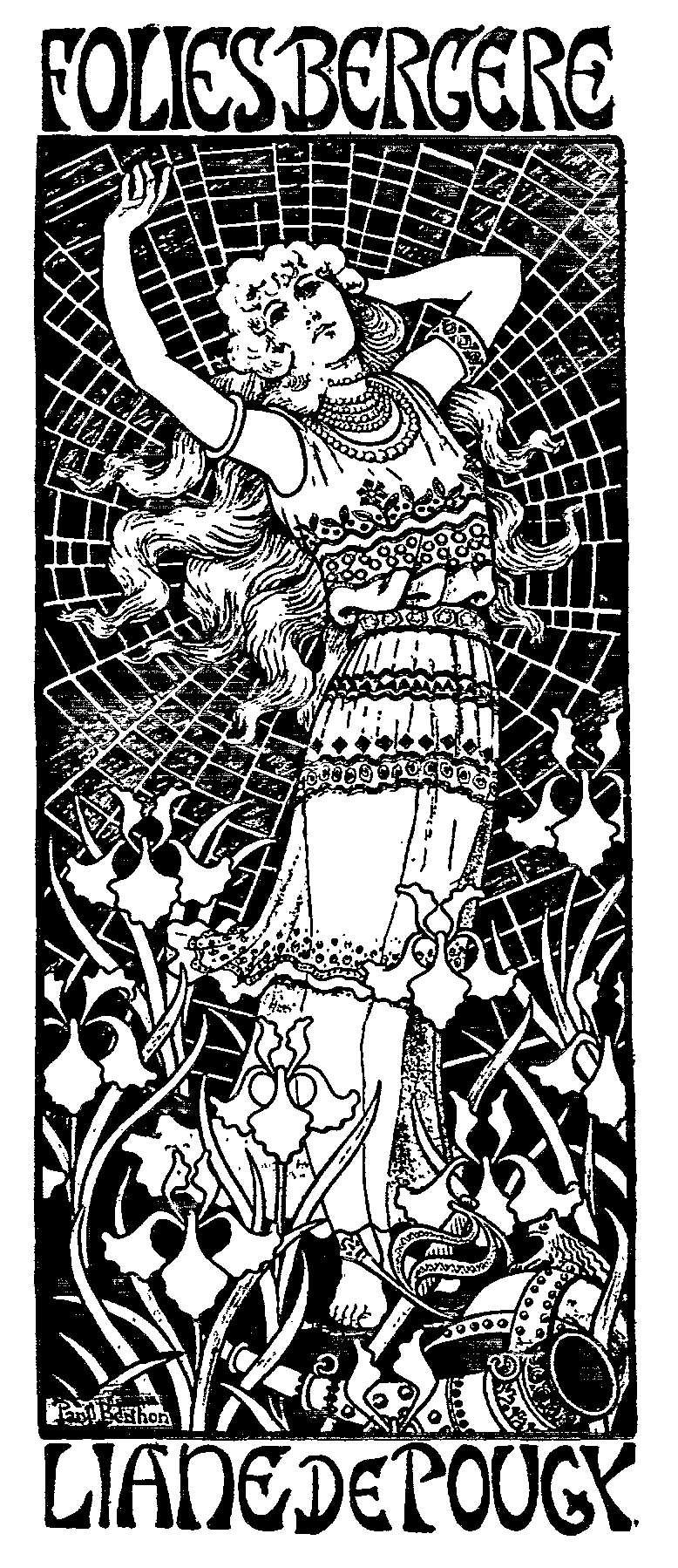
Liane de Pougy aux Folies Bergère en 1896 par Paul Berthon.
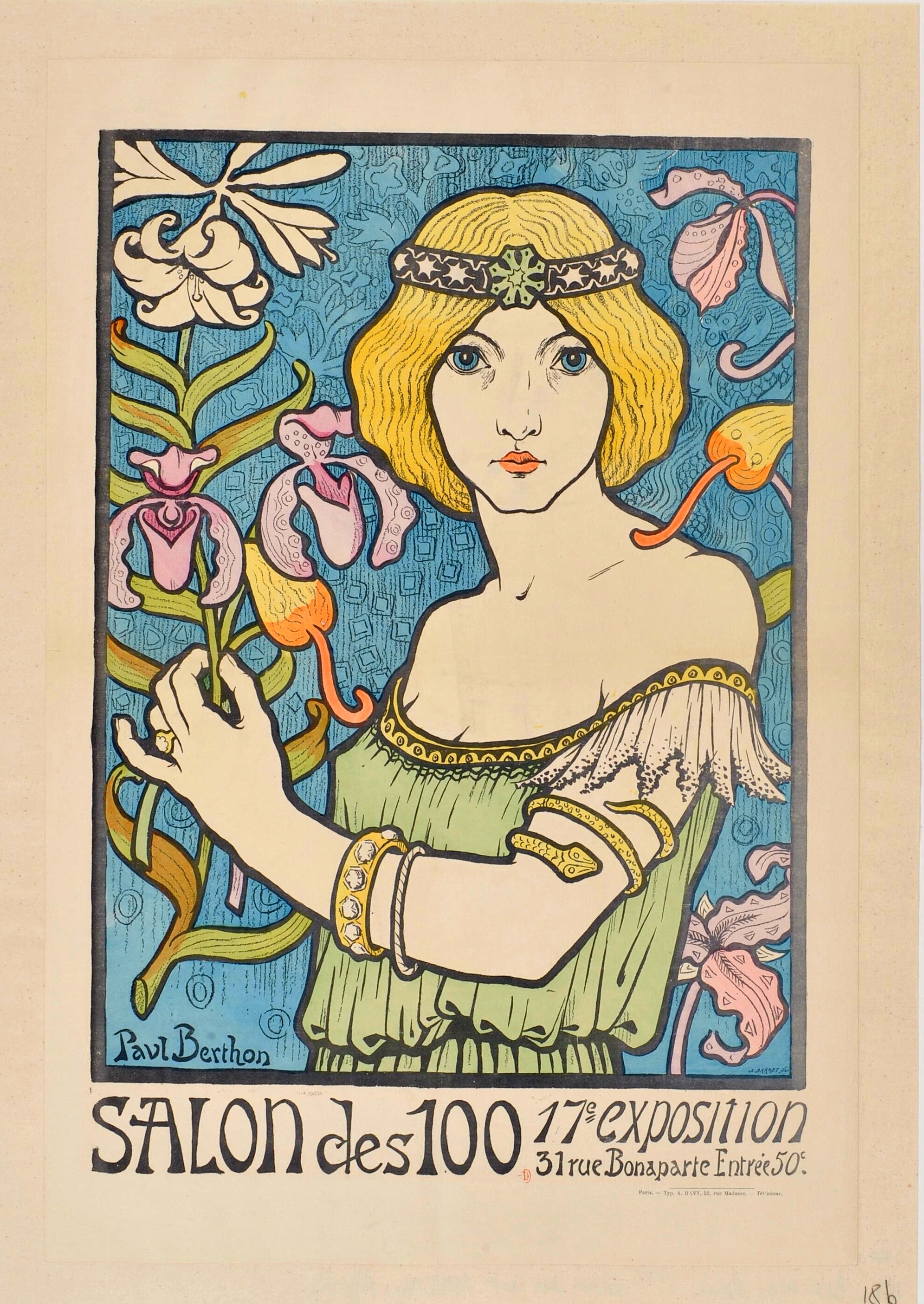
Affiche lithographiée pour le Salon des Cent (1896).
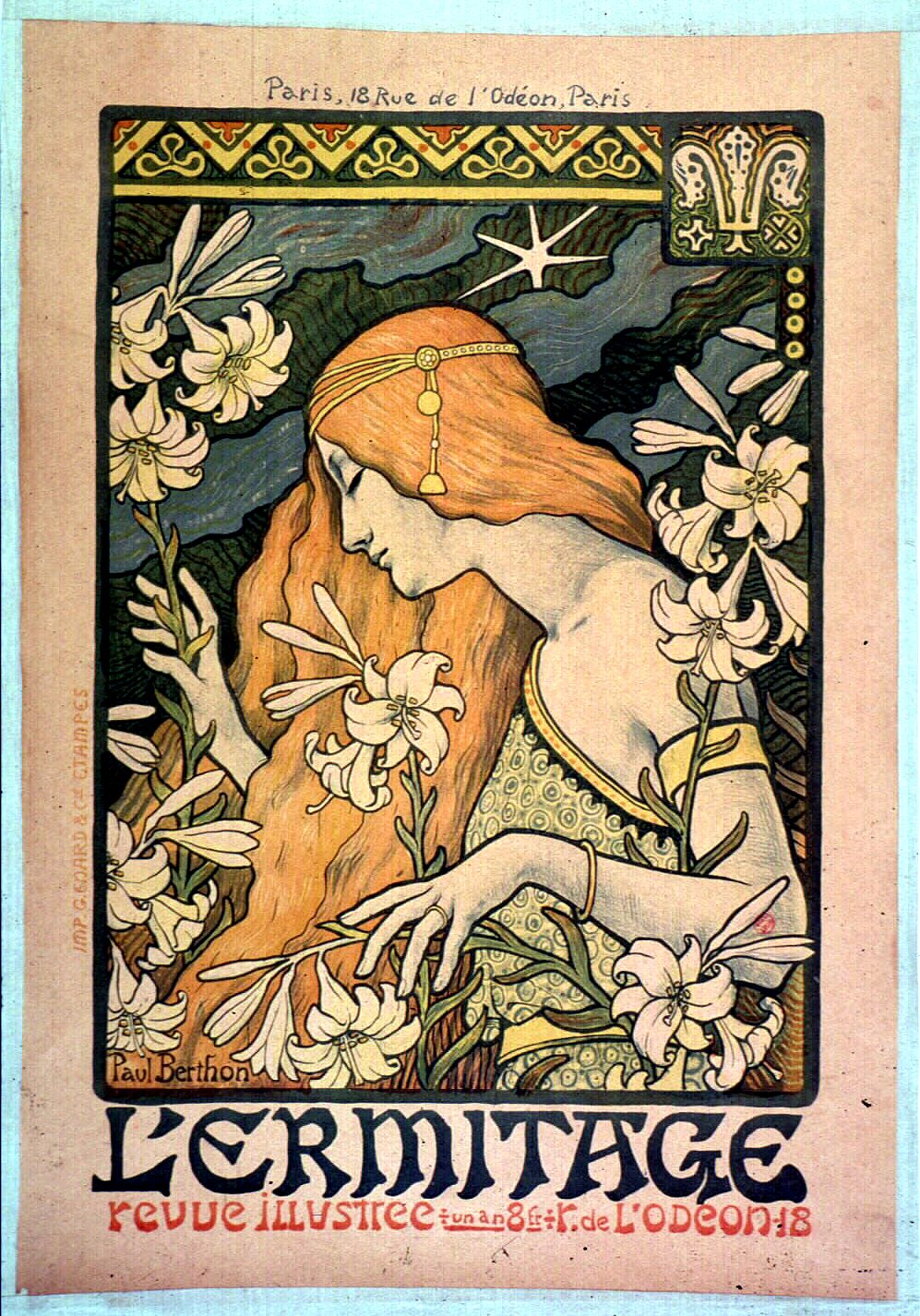
Affiche lithographiée pour la revue L'Ermitage (1897).

- Reliure pour Les Maîtres de l'affiche